# Джубатканов Артем Володимирович
Арте́м Володи́мирович Джубатка́нов (9 листопада 1989, Миколаїв — 31 липня 2014, Шахтарськ) — лейтенант 25-ї окремої повітрянодесантної бригади Збройних сил України, учасник російсько-української війни.

## Життєпис
Народився 1989 року в місті Миколаїв. Закінчив Миколаївську ЗОШ № 39.
Доброволець, лейтенант, командир взводу 25-ї Дніпропетровської повітрянодесантної бригади, в/ч А1126 (Гвардійське).
Загинув під час спроби батальйону 25-ї бригади взяти штурмом місто Шахтарськ внаслідок потужних обстрілів бойовиками з РСЗВ «Град» позицій силовиків, а також атаки бойовиків із засідки на колону БТР десантників поблизу м. Шахтарськ Донецької області. Снаряд влучив у БТР. Російські бойовики знімали тіла загиблих десантників на відео і фото й потім хизувались у соцмережах. Терористи тимчасово поховали біля недобудованої церкви в парку Шахтарська — Артема Джубатканова, Євгена Сердюкова, Олексія Сєдова, Станіслава Трегубчака, Петра Федоряку, Халіна Володимира та, можливо — Володимира Самишкіна. Тоді ж поліг Андрій Болтушенко. Вважається зниклим старший лейтенант Шатайло Михайло Сергійович — тіло не ідентифіковане.
Упізнаний за експертизою ДНК, похований на Краснопільському кладовищі під Дніпропетровськом.
Перепохований 4 серпня 2017 року у рідному місті Миколаїв, кладовище Мішково-Погорілове, сектор 23.
Без Артема лишились батьки, дружина.

## Нагороди
- За особисту мужність і самовіддані дії, виявлені у захисті державного суверенітету та територіальної цілісності України, зразкове виконання військового обов'язку нагороджений орденом Богдана Хмельницького ІІІ ступеня (11.10.2017, посмертно).
- 10.10.2019 в Миколаївській ЗОШ№ 39 імені Ю. І. Макарова, де навчався Артем з першого до одинадцятого класу (1996—2006), встановили дошку пам'яті.